# Клімат Азії

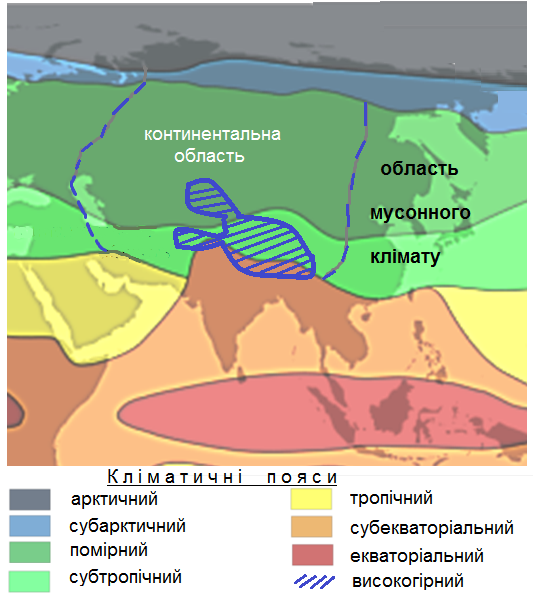
Кліматичні пояси Азії

Клімат Азії зумовлений географічним положенням частини світу Азія, його великими розмірами, оточенням великих просторів зі сходу та півдня, особливостями рельєфу, а також впливом течій.  Південно-західна та центральна територія Азії має сухий клімат. На півночі Азії розташовано одне з найхолодніших місць у Північній півкулі. На Півдні та Сході діє мусонна циркуляція атмосфери. Азія має великі території високогірного клімату.
Найвища температура, зафіксована в Азії, становила 54,0°C в Тірат-Цві, Ізраїль, 21 червня 1942 року та в Ахвазі, Іран 29 червня 2017 року. Західно-центральна Азія відчуває одні з найбільших добових температурних діапазонів на Землі. Найнижча виміряна температура становила −67,8°C у Верхоянську та  -70,2 °С у Оймяконі.

## Повітряні маси
На Азію внаслідок великої протяжності з півночі на південь впливають екваторіальні, тропічні, помірні та арктичні повітряні маси. Екваторіальні повітряні маси здебільшого панують влітку на півночі материку, тропічні повітряні маси  — на південному-заході Азії, помірні повітряні маси - у центральній та східній частині, а арктичні повітряні маси  — на півночі. В зимовий період повітряні маси переміщуються ближче до екватору, змінюючи кліматичний період у субекваторіальному, субтропічному та субарктичному кліматичних поясах.  

## Кліматична поясність
Азія розташована у всіх кліматичних поясах. Субтропічний, тропічний та помірний кліматичні пояси на її території мають кліматичні області. Ці області формуються під впливом кліматоутворюючих факторів, а саме віддаленості від океанів, циркуляції атмосфери, рельєфу, океанічних течій,

## Характеристика кліматів

### Арктичний клімат
Для полярних кліматичних районів характерна відсутність теплого літа . Кожен місяць у полярному кліматі має середню температуру менше 10 °C. Здебільшого арктичний та субарктичний кліматичний пояси розташовані за полярним колом.  Тут зимові дні надзвичайно короткі, а літні дні надзвичайно тривалі (можуть тривати весь сезон або довше). Полярний клімат складається з прохолодного літа та дуже холодної зими, що призводить до безлісної тундри, лісотундри та багаторічної мерзлоти.

### Помірний клімат
Помірний пояс — найбільший за площею кліматичний пояс Азії. Тут панують західний переніс повітряних мас (у центрі) та мусоні вітри (на сході).   Літо помірно тепле (+19°…+32°С), зима досить холодна (-10°С…-30°С). Річна норма опадів сильно різниться на околицях континентів (1000-3000 мм) та вглиб (100 мм — внутрішні райони Азії, панування Монгольського антициклону). Досить виразна різниця річних сезонів. Помірний кліматичний пояс має дві області клімату: континентальну (або суху) та мусону. Континентальна область розташована у внутрішніх районах  Азії. Вологі повітряні маси  сюди потрапляють тільки на заході. Літо відносно тепле (+17°…+26°С), зима холодна (-10°…-24°С) зі стійким сніговим покривом. Найбільш чітко цей підтип клімату виражений в Якутії — зимові морози —40°С, сухе повітря, майже відсутність опадів. Саме тут була офіційно зареєстрована найнижча температура північної півкулі:  -70,2 °С (1933), місто Оймякон, назване полюсом холоду Північної півкулі Землі.
На східній околиці Євразії, від Камчатського півострова до Корейського панує мусонний підтип клімату. Стійка сезонна зміна постійних вітрів впливає на картину розподілу опадів впродовж року. Взимку тут дмуть холодні мусони на море, утворюючи ясну суху холодну (-20°…-27°С) погоду. Влітку мусони з Тихого океану несуть вологу на материк. На Камчатці та Сахаліні випадає 1600—2000 мм (близько 0,75 річної суми).

### Субтропічний клімат
Субтропіки у Азії мають три кліматичні області: середземноморського клімату, континентального та мусонного.   Субтропічний клімат має два сезони, з прохолодною зимою та теплим літом. У субтропічному поясі  влітку поширюються сухі тропічні повітряні маси, взимку ж помірні повітряні маси приносять атмосферні опади (500 мм). Середньорічна температура становить більш ніж 20 °C, а середня температура найхолоднішого місяця  перевищує 0 °C.  Літо спекотне від +30° до +50°С, посушливе; зима доволі прохолодна з частими дощами, снігопадами, але стійкого снігового покриву не утворюється. 
Середземноморський клімат на заході субтропічного поясу Азії  має  жарке безхмарне літо та вітряну дощову зиму. Річна сума атмосферних опадів становить 450—600 мм. 
В мусонному кліматі на узбережжі Тихого океану сезон дощів приходить влітку, що дає постійне зволоження упродовж року. Східноазійський мусон впливає на значні території Індокитаю, Філіппін, Китаю, Кореї та Японії. Він характеризується теплим, дощовим літнім мусоном і холодним сухим зимовим мусоном. Дощ йде в зосередженому поясі, який тягнеться зі сходу на захід, за винятком Східного Китаю, де він нахиляється зі сходу на північний схід над Кореєю та Японією.  Початок літнього мусону починається на початку травня. З травня по серпень літній мусон переходить у серію сухих і дощових фаз, оскільки дощовий пояс рухається на північ, починаючи з Індокитаю та Південнокитайського моря (травень), до басейну річки Янцзи та Японії (червень) і, нарешті, на північ. Китай і Корея (липень). Коли мусон закінчується в серпні, дощовий пояс повертається до Південного Китаю.
Континентальний тип клімату субтропіків Азії діє від пустелі Гобі в Монголії із заходу на південний захід через пустелю Такла-Макан у Західному Китаї та Іранського плато. Кліматична область  має  посушливу (до 120 мм) прохолодну зиму  та  жарке літо (до +50°С).

### Тропічний клімат
Тропічний кліматичний пояс розташований на Аравійському півострові, узбережжі Перської затоки та пустелі Тар у Західній Індії.  Клімат відрізняється сталою перевагою малохмарної погоди, малою кількістю опадів (як правило менше 200 мм на рік), високими температурами повітря (від 10 °C взимку до 35 °C влітку). Саме тут була зафіксована найвища температура  Азії, вона становила в  +53,9°C, Кувейт (2016 р).

### Субекваторіальний клімат
Субекваторіальний клімат в Азії розташовано на більшості території Індостану, на півостровах Індокитай та Малакка. Влітку тут переважають екваторіальні повітряні маси, взимку — тропічні.  Середня температура влітку 30°С. Багато атмосферних опадів (1000–3000 мм). Середня температура взимку +14°С, опадів мало. 

#### Південноазійський мусон
Докладніше: Мусон

Південноазійський мусон

Південноазійський мусон, який формується на півночі Індійського океану, впливає на Індійський субконтинент і західні регіони Індокитаю. Він поділяється на південно-західний (літній) мусон та північно-східний (зимовий) мусон. Саме завдяки літнім мусонам Індія має найвологіше місце на суходолі. У місті Черрапунджі найвища зареєстрована річна кількість опадів становить 11 872 мм .
Південно-західній мусон відбуваються з червня по вересень. Пустеля Тар і прилеглі райони північного та центрального Індійського субконтиненту значно нагріваються протягом спекотного літа, що спричиняє низький тиск над північним та центральним Індійським субконтинентом. Щоб заповнити цю порожнечу, насичені вологою вітри з Індійського океану дмуть на суходіл. Ці вітри, багаті вологою, тягнуться до Гімалаїв, створюючи насичене вологою повітря. Гімалаї діють як висока стіна, блокуючи вітри від проходження в Центральну Азію, змушуючи їх підніматися. Зі збільшенням висоти хмар температура знижується і випадають опади. У деяких передгірських районах випадає до 10 000 мм опадів. 
Мусонні вітри, досягнувши Гімалаїв  поділяються на дві частини: гілка Аравійського моря та гілка Бенгальської затоки. Гілка Аравійського моря південно-західного мусону  потрапляє на Західне узбережжя Індостану та залишає на  прибережній території   багато опадів (до 3500 мм за рік). Гілка Бенгальської затоки південно-західного мусону рухаючись над Бенгальською затокою, прямує  через з Бенгальську затоку до  Східних Гімалаїв. Після прибуття в Східні Гімалаї вітри повертають на захід, подорожуючи Індо-Гангською рівниною приблизно за 1–2 тижні, проливаючи дощ на всьому шляху. Просування мусону по всій країні зазвичай займає близько шести тижнів, досягнувши кордону Індії та Пакистану приблизно до середини липня. На мусони припадає 80% опадів в Індії. 

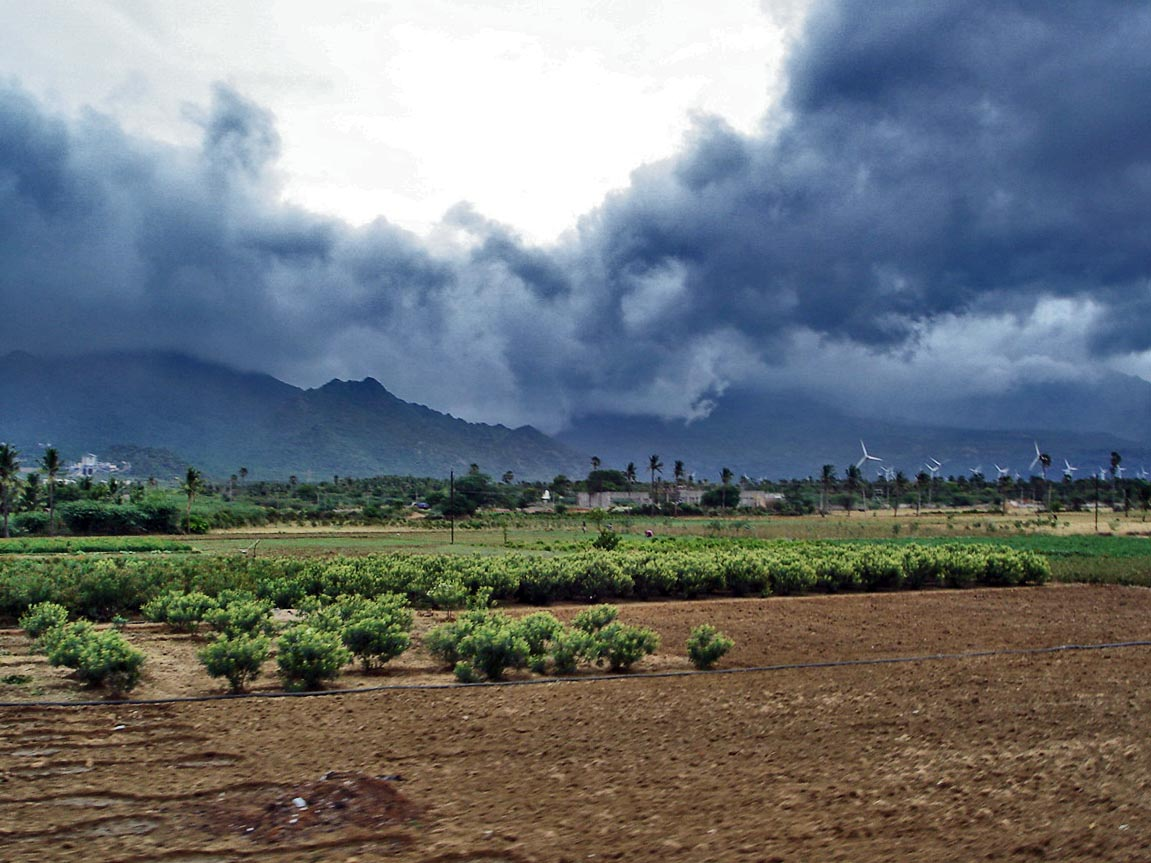
Мусонні хмари поблизу Нагеркойла, Індія

Близько вересня, коли сонце швидко відступає на південь, північна частина суші Індійського субконтиненту починає швидко охолоджуватися. З цим тиском повітря над північною Індією починає зростати, Індійський океан і його атмосфера все ще зберігають тепло. Це змушує холодний вітер зноситися з Гімалаїв та Індо-Гангської рівнини до величезних проміжків Індійського океану на південь від півострова Декан. Це явище формує північно-східний (зимовий) мусон. Під час руху до Індійського океану через Бенгальську затоку, сухий холодний вітер мусону насичується вологою і виливає її на східну частину Індостану та  Шрі-Ланку. Завдяки цьому, територія найменшого впливу південно-західного мусону, наприклад Мадрас, отримує більше опадів від зимового мусону. Приблизно від 50% до 60% опадів, отриманих штатом Таміл Наду, припадає на зимовий період. У Південній Азії північно-східні мусони відбуваються з грудня по початок березня, коли на суходолі формується зона високого тиску.

### Екваторіальний клімат
Екваторіальний кліматичний пояс розташовано на півдні півострова Малакка, Зондських островах, Калімантані та островах Тихого океану екваторіальної зони. Тут цілий рік температура повітря висока +26…+28°С, спостерігаються найнижчі річні амплітуди температур — приблизно 0 °С. Добові амплітуди температур також незначні, зокрема не перевищують 2°С . Кількість опадів сягає 3000 мм, на навітряних схилах о. Суматра та Калімантан — 6000-7000 мм. Коефіцієнт зволоження більше 1, тому територія часто заболочена.

## Тропічні циклони

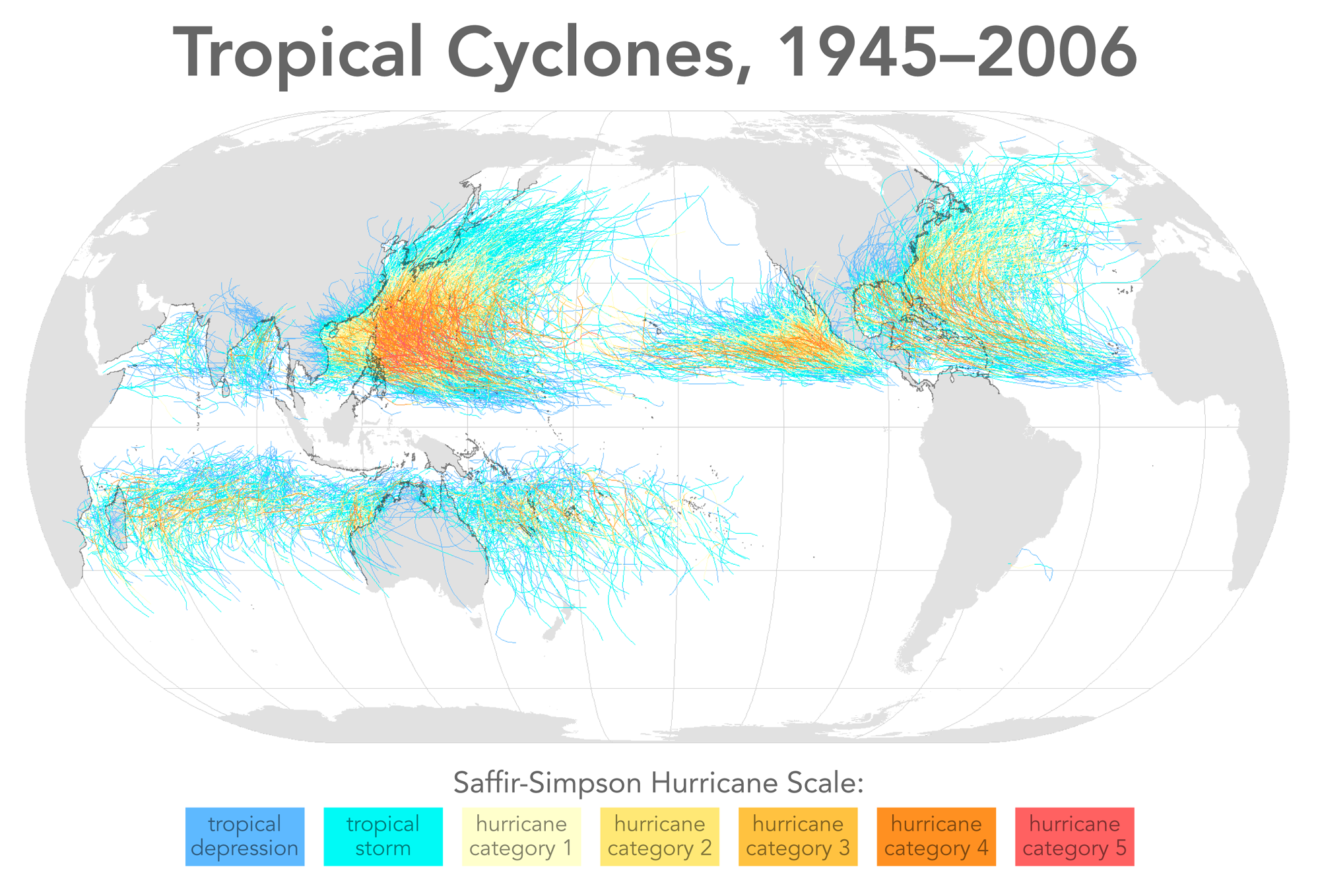
Світова активність тропічних циклонів між 1945 і 2006 роками

Тропічні циклони утворюються в будь-який місяць року в північно-західній частині Тихого океану та приходять приблизно в червні та листопаді в північну частину Індійського океану. Район Тихого океану на північний схід від Філіппінських островів є  місцем на Землі де найбільше фіксується тропічних циклонів. На самих Філіппінах активність досягає мінімуму в лютому, а потім постійно зростає з червня по жовтень, причому вересень є найактивнішим місяцем для тропічних циклонів на всьому Філіппінському архіпелазі . У листопаді активність циклонів значно падає.  Найактивнішим періодом з 1945 року для діє тропічних циклонів на архіпелаг був 1993 рік, коли 19 тропічних циклонів рухалися через країну.  Найменш циклонів зафіксовано у 1958 році, коли на Філіппінах був лише один тропічний циклон. Найбільш часто постраждалими від тропічних циклонів районами Філіппін є північний Лусон і східні Вісайи.  Середня кількість опадів за десять років, визначена супутником, показала щонайменше 30 відсотків річної кількості опадів на півночі Філіппін можна простежити за рахунок тропічних циклонів, тоді як на південних островах випадає менше 10 відсотків їх річної кількості опадів від тропічних циклонів. 
Більшість тропічних циклонів утворюються на субтропічних широтах ближче до екватора, потім рухаються за пасатами, а потім повертаються на північ під дією західних вітрів.  Коли положення субтропічного поясу високого тиску зміщується через дію Ель-Ніньйо, зміщуються й переважні напрямки тропічних циклонів. Райони на захід від Японії та Кореї, як правило, відчувають набагато менше впливів тропічних циклонів у вересні-листопаді під час Ель-Ніньйо та нейтральних років. Протягом років Ель-Ніньйо район субтропічного поясу високого тиску, як правило, лежить біля 135° сх.д., що сприяє Японському архіпелагу.  У роки Ла-Ніньї утворення тропічних циклонів разом із положенням субтропічного поясу високого тиску  зміщується на західну частину Тихого океану, що збільшує загрозу для Китаю. 